# 세운메디칼
세운메디칼(Sewoon Medical Co. Ltd.)는 대한민국의 의료기기 기업이다. 본사는 충남 천안시 서북구 입장면 도림길 60에 위치해 있으며 대표이사는 이재희이다.
의료용 흡인기, 도뇨용, 의장용, 의약품 주입용 카테터 등을 제조한다

## 논란
식품의약품안전처는 용출물 시험 검사에서 부적합 판정을 받은 세운메디칼의 비뇨기과용 튜브‧카테터제품 7만여개에 대한 회수 조치한 적이 있다

## 실적
2024년 시가배당률은 2.4%에 1주당 70원의 현금 결산배당을 결정하여 30억 3037만원의 배당금을 지급하였다

## 상장
2008년 9월 30일에 공모가 5,600원에 코스닥 시장에 상장하였다.

## 참고문헌
1. ↑  종목분석보고서-세운메디칼
2. ↑  세운메디칼, 미국 FDA 중국산 플라스틱 주사기 품질문제 제기...의약품 주입용 카테터 등 100여개 제품 판매 부각, 이투데이, 2023-12-01
3. ↑  “용출물 시험 결과 부적합”…세운메디칼 ‘비뇨기과용 튜브·카테터’ 7만여개 회수, 메디컬투데이, 2023-09-21
4. ↑  세운메디칼, 지난해 영업익 169억원…전년比 38.8%↑, 이데일리, 2024-02-28